# Ивашко, Эдий
Э́дий Ива́шко (латыш. Edijs Ivaško; 15 февраля 1985, Рига) — латвийский футболист, защитник.

## Биография
Свою футбольную карьеру Эдий Ивашко начал в 2004 году в рижском клубе «Сконто», с которым в этом же году он стал чемпионом Латвии. В начале 2005 года он присоединился к новообразованному клубу «Олимп».
В марте 2007 года Эдий Ивашко вместе с «Олимпом» отправился на сборы в Финляндию, где им заинтересовался выступающий в Вейккауслииге клуб «КооТееПее» и пригласил его к себе на просмотр. Однако в итоге Эдий Ивашко вернулся обратно в «Олимп».
После сезона 2007 года Эдий Ивашко покинул ряды «Олимпа», а в начале 2008 года присоединился к другой команде Высшей лиги — «Юрмале» (будущей «Юрмале-VV»). После банкротства «Юрмалы» в декабре 2008 года, он покинул клуб.
В начале 2009 года Эдий Ивашко попытался закрепиться в составе «Вентспилса», но в итоге он вновь вернулся в Юрмалу, где присоединился к клубу (футбольному центру) «Юрмала», выступавшему в Первой лиге Латвии. Летом 2009 года Эдий Ивашко перешёл в польский клуб «Нарев», в рядах которого отыграл первую половину сезона.
В январе 2010 года Эдий Ивашко побывал на просмотре в венгерском клубе «Диошдьёр», но не сумел себя в нём проявить. Позднее он также тренировался вместе с футболистами «Юрмалы-VV», но в конце концов он вернулся в ряды клуба «Юрмала».
Летом 2011 года Эдий Ивашко покинул «Юрмалу» и присоединился к клубу Рижской футбольной школы, в составе которого он отыграл около года. 13 июля 2012 года Эдий Ивашко пополнил ряды клуба «Гулбене».

## Достижения
- Чемпион Латвии: 2004.
- Финалист Кубка Латвии: 2004, 2007.